# Hyaena (Travis Scott)
Hyaena è un brano musicale del rapper statunitense Travis Scott, pubblicato il 28 luglio 2023 come prima traccia del suo quarto album in studio Utopia.

## Descrizione
Nel brano è presente un campionamento di Proclamation dei Gentle Giant sotto forma di voci distorte e strumenti elettronici e un campionamento del brano del 1971 dei Funkadelic Maggot Brain. Jessica McKinney di Complex ha paragonato il rapping di Travis Scott nel brano a quello di Kanye West.
Il brano è stato prodotto da Scott stesso con la collaborazione di Mike Dean, WondaGurl, Jahan Sweet e Noah Goldstein.

## Video musicale
Il video musicale, diretto da Andrew Dosunmu, è stato pubblicato sul canale YouTube di Travis Scott il 15 agosto 2023 e contiene spezzoni del cortometraggio di Scott Circus Maximus, pubblicato lo stesso giorno. Le riprese del video si sono svolte in un villaggio dello Stato di Kano della Nigeria.

## Classifiche
| Classifica (2023) | Posizione massima |
| ----------------- | ----------------- |
| Australia         | 16                |
| Canada            | 15                |
| Danimarca         | 28                |
| Finlandia         | 49                |
| Francia           | 23                |
| Grecia            | 26                |
| Islanda           | 5                 |
| Irlanda           | 19                |
| Italia            | 36                |
| Lettonia          | 5                 |
| Lituania          | 20                |
| Lussemburgo       | 14                |
| Norvegia          | 17                |
| Nuova Zelanda     | 13                |
| Polonia           | 14                |
| Portogallo        | 26                |
| Regno Unito       | 21                |
| Stati Uniti       | 14                |
| Svezia            | 59                |
| Ungheria          | 21                |